# Jacobaea erratica
Il  senecione dei fossi (nome scientifico  Jacobaea erratica   (Bertol.) Fourr., 1868) è una specie di pianta angiosperma dicotiledone della famiglia delle Asteraceae (sottofamiglia Asteroideae).

## Etimologia
Il nome del genere (Jacobaea) potrebbe derivare da due fonti possibili: (1) da San Giacomo (o Jacobus); oppure (2) in riferimento all'isola di Santiago (Capo Verde). L'epiteto specifico ( erratica) deriva dal termine "erraticus" il cui significato è: errante, di nessun habitat fisso.
Il nome scientifico della specie è stato definito dai botanici Antonio Bertoloni (1775-1869) e Jules Pierre Fourreau (1844-1871) nella pubblicazione " Annales de la Société Linnéenne de Lyon. Lyons" ( Ann. Soc. Linn. Lyon sér. 2, 16: 404 ) del 1868.

## Descrizione

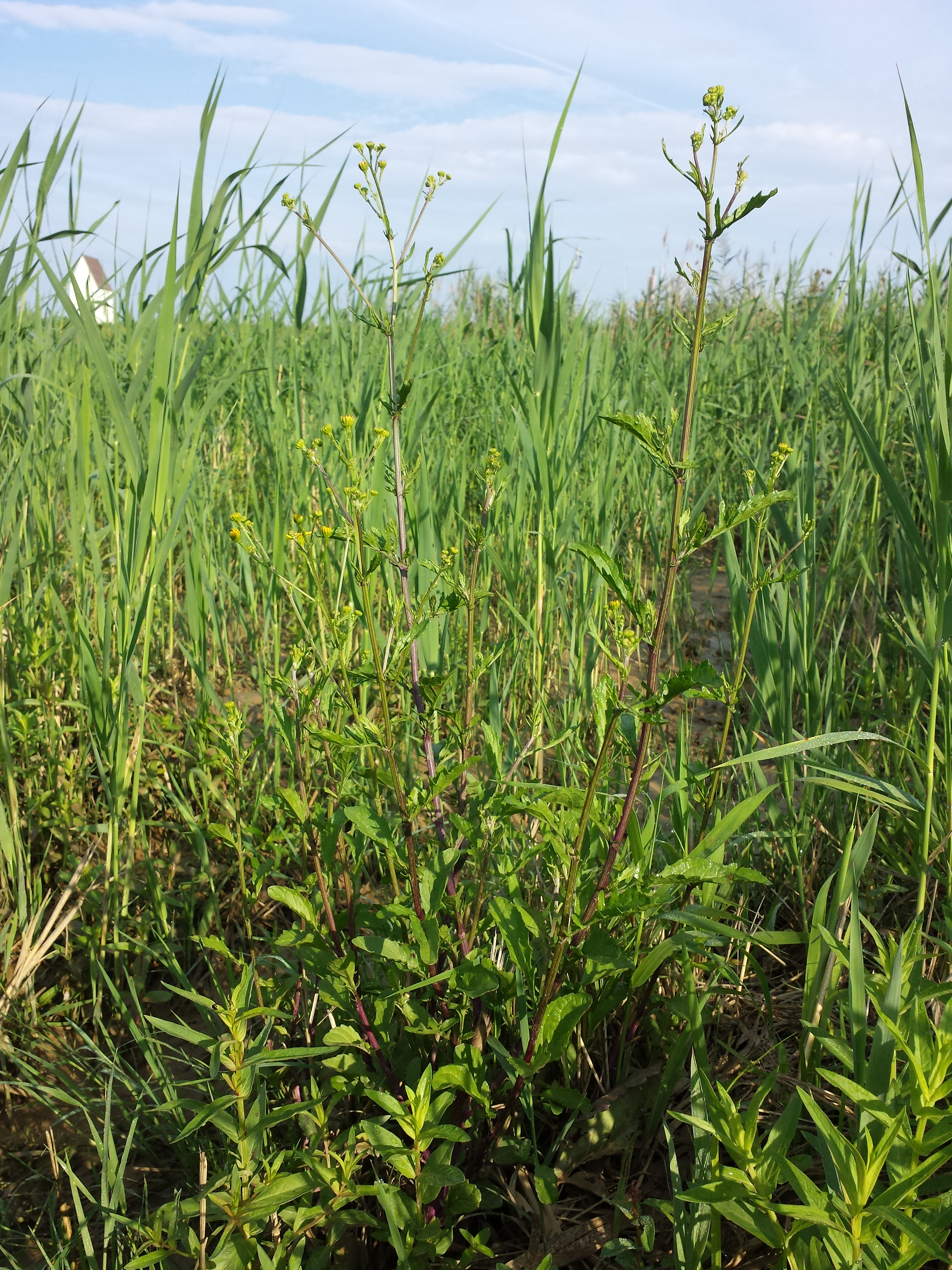
Il portamento

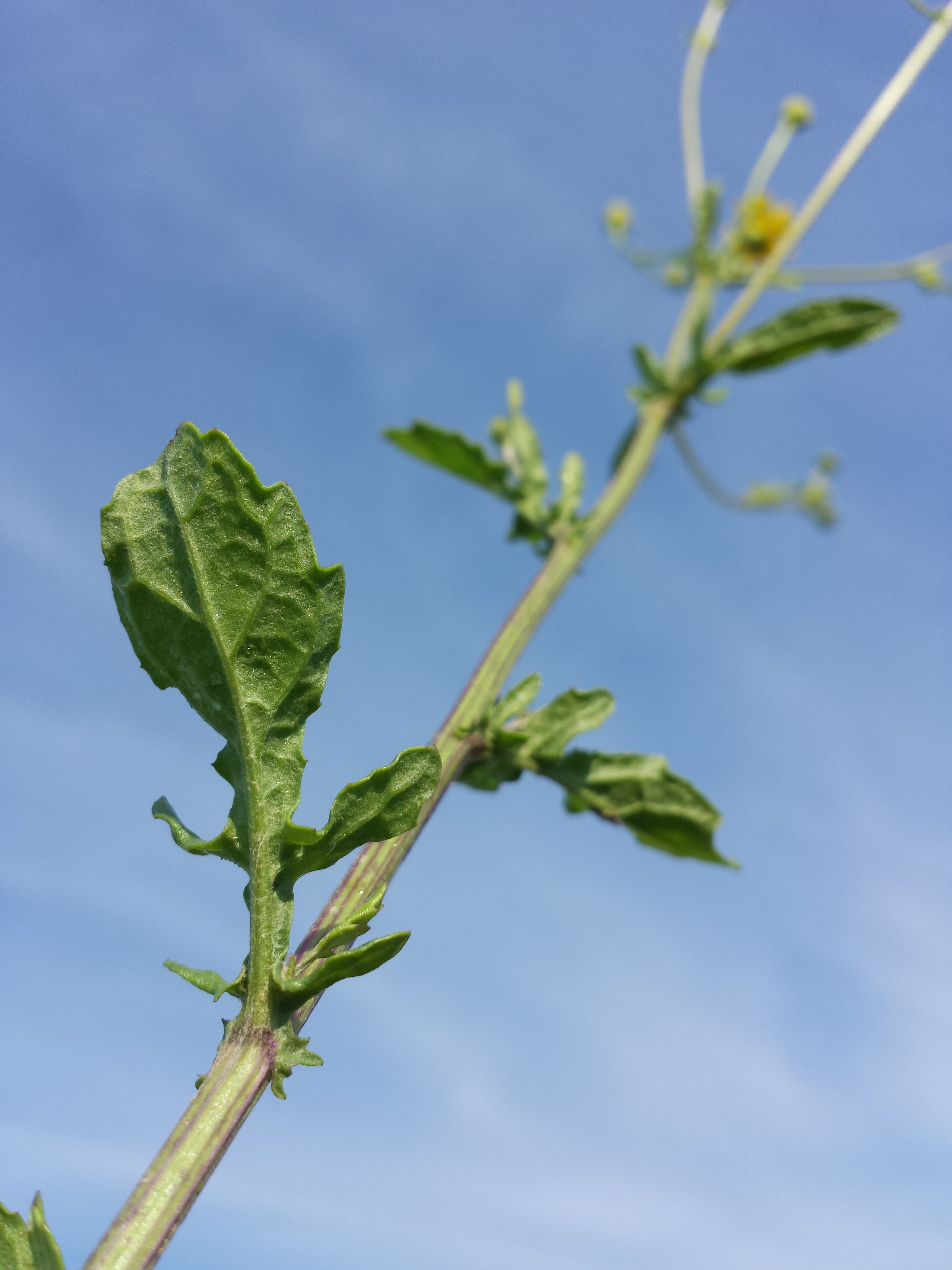
Le foglie

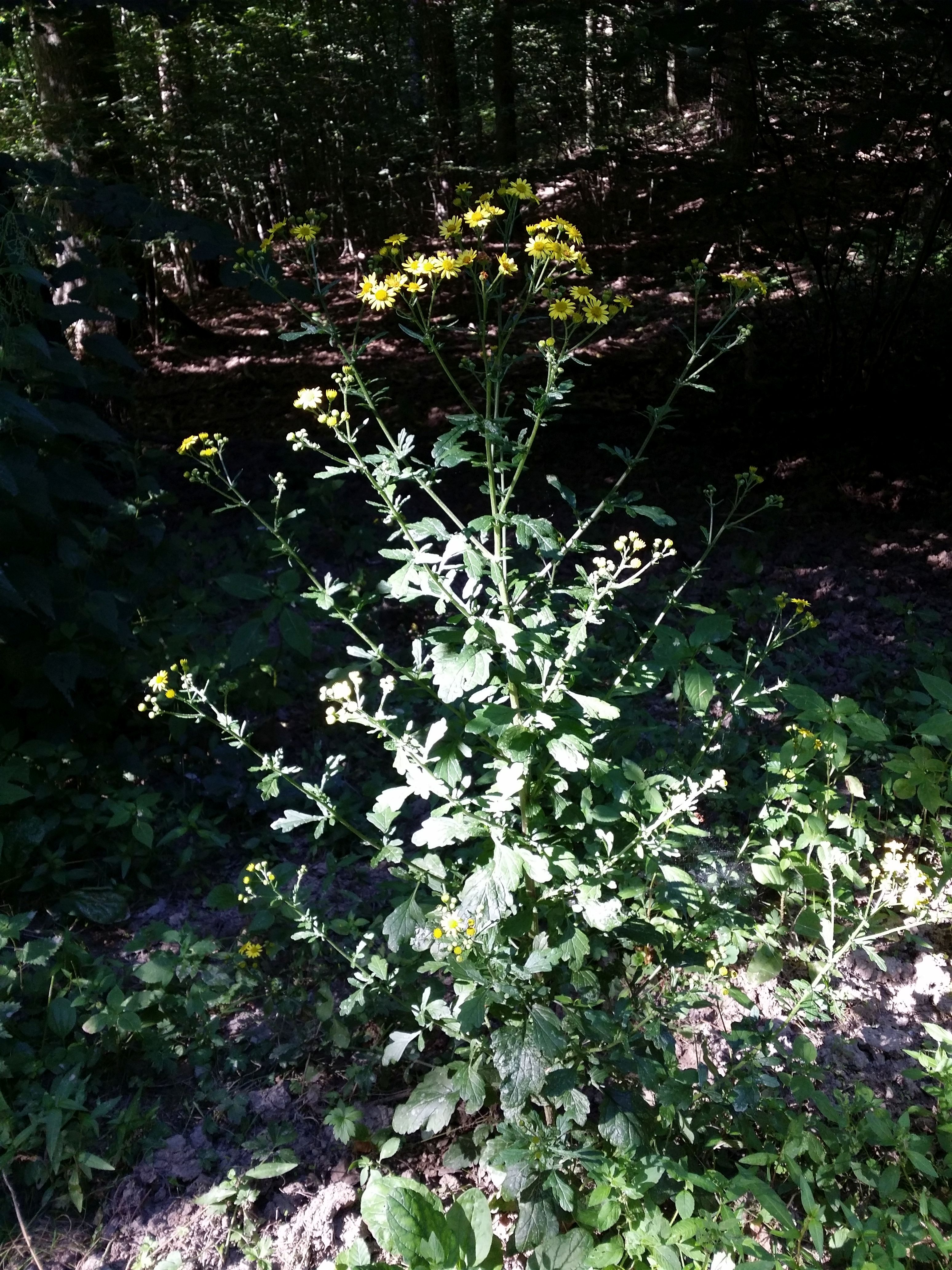
Infiorescenza

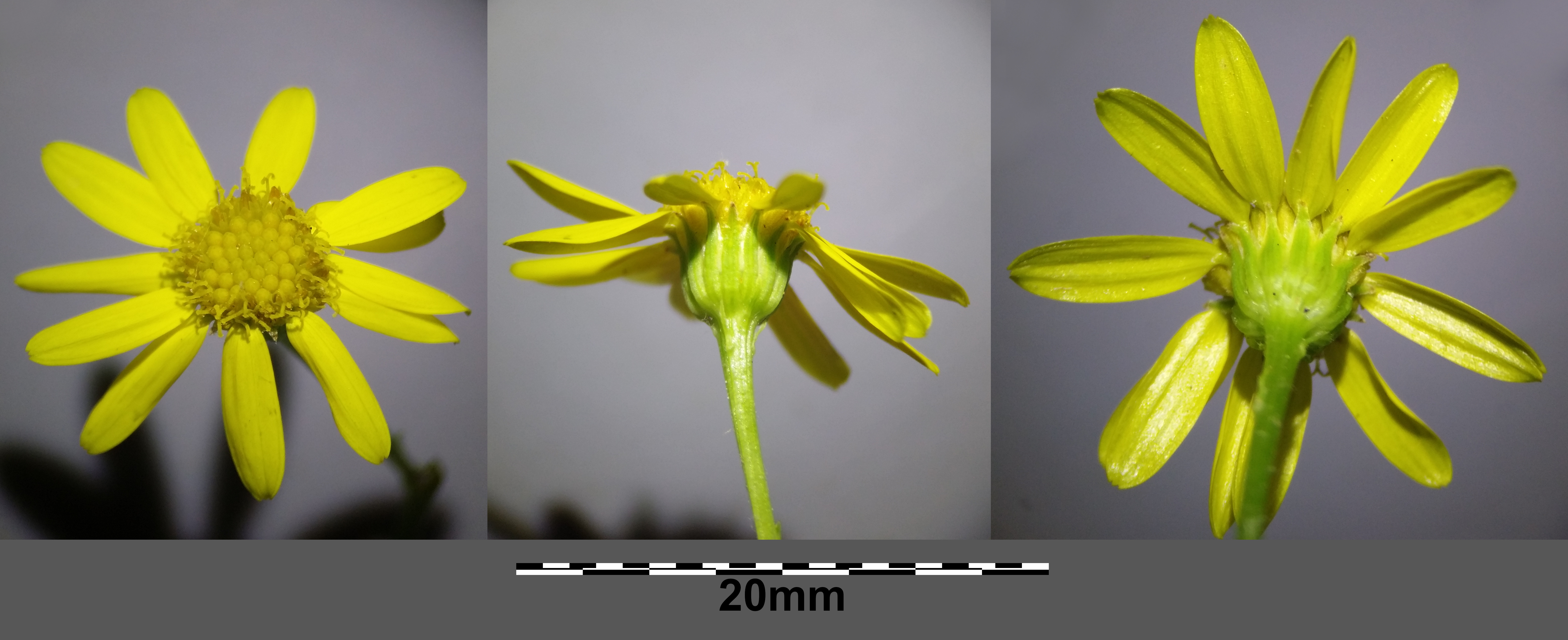
I fiori

Habitus. L'altezza di queste piante varia al massimo tra 4 - 8 dm. La forma biologica è emicriptofita bienne (H bienn), ossia in generale sono piante erbacee con gemme svernanti al livello del suolo e protette dalla lettiera o dalla neve e si distinguono dalle altre per il ciclo vitale biennale. Queste piante possiedono al loro interno delle sostanze chimiche quali i lattoni sesquiterpenici e alcaloidi pirrolizidinici.
Radici. Le radici in genere sono secondarie da rizoma e possono essere fibrose.
Fusto. 
- Parte ipogea: la parte sotterranea consiste in un rizoma. I rizomi sono striscianti o legnosi.
- Parte epigea: la parte aerea del fusto è eretta e ascendente. La ramosità, di tipo corimboso, è formata da rami appressati. La parte superiore è sparsamente ricoperta di peli crespi di 0,2 - 0,5 mm.

Foglie. La lamina delle foglie basali è intera 1 - 2 paia di lacinie divergenti; il lobo apicale è molto più grande dei laterali. Le foglie cauline sono pennatifide con segmenti interi e divergenti in modo obliquo. La superficie delle foglie è ricoperta sparsamente di peli crespi di 0,2 - 0,5 mm.
Infiorescenza.  Le sinflorescenze sono composte da più capolini organizzati in brevi formazioni corimbose (il corimbo inizia a metà fusto). Le infiorescenze vere e proprie sono formate da un capolino terminale peduncolato di tipo radiato. Alla base dell'involucro (la struttura principale del capolino) è presente un calice formato da 1 - 3 brattee fogliacee (chiamate brattee esterne). I capolini sono formati da un involucro, con forme da cilindriche a campanulate o emisferiche, composto da diverse brattee, al cui interno un ricettacolo fa da base ai fiori di due tipi: quelli esterni del raggio e quelli più interni del disco. Le brattee interne, 13 con forme oblunghe e 2 nervature longitudinali, sono disposte in modo embricato di solito su una sola serie e possono essere connate alla base; sono inoltre ricoperte di peli contorti di 0,5 - 1,5 mm, sono presenti anche ghiandole. Il ricettacolo è nudo (senza pagliette a protezione della base dei fiori); la forma è convessa e a volte è alveolato. Diametro dei capolini: 30 mm. Dimensione delle brattee interne: 0,6 x 4 mm.
Fiori.  I fiori sono tetra-ciclici (formati cioè da 4 verticilli: calice – corolla – androceo – gineceo) e pentameri (calice e corolla formati da 5 elementi). Sono inoltre ermafroditi, più precisamente i fiori del raggio (quelli ligulati e zigomorfi) sono femminili; mentre quelli del disco centrale (tubulosi e actinomorfi) sono bisessuali o a volte funzionalmente maschili.
- Formula fiorale:

*/x K {\displaystyle \infty }, [C (5), A (5)], G 2 (infero), achenio
- Calice: i sepali del calice sono ridotti ad una coroncina di squame.
- Corolla: nella parte inferiore i petali della corolla sono saldati insieme e formano un tubo. In particolare le corolle dei fiori del disco centrale (tubulosi) terminano con delle fauci dilatate a raggiera con cinque lobi. I lobi possono avere una forma da deltoide a triangolare-ovata. Nella corolla dei fiori periferici (ligulati) il tubo si trasforma in un prolungamento da nastriforme o ligulato a filiforme o allargato, terminante più o meno con cinque dentelli. Il colore delle corolle è giallo. Dimensione delle ligule: 6 – 10 mm.
- Androceo: gli stami sono 5 con dei filamenti liberi. La parte basale del collare dei filamenti può essere dilatata. Le antere invece sono saldate fra di loro e formano un manicotto che circonda lo stilo. Le antere sono senza coda ("ecaudate"); a volte sono presenti delle appendici apicali che possono avere varie forme (principalmente lanceolate). La struttura delle antere è di tipo tetrasporangiato, raramente sono bisporangiate. Il tessuto endoteciale è radiale o polarizzato. Il polline è tricolporato (tipo "helianthoid").[14]
- Gineceo: lo stilo è biforcato con due stigmi nella parte apicale. Gli stigmi sono sub-cilindrici, troncati e con un ciuffo di peli alla sommità.  Le superfici stigmatiche (i recettori del polline) sono separate.[6]  L'ovario è infero uniloculare formato da 2 carpelli.
- Antesi: da giugno ad ottobre.

Frutti. I frutti sono degli acheni con pappo. La forma degli acheni è ellittico-oblunga oppure strettamente oblunga; la superficie è percorsa da diverse coste longitudinali e può essere glabra (specialmente gli acheni dei fiori tubulosi) o con brevi setole. Possono essere presenti delle ali o degli ispessimenti marginali. Non sempre il carpoforo è distinguibile. Il pappo è formato da numerose setole snelle, bianche disposte in serie multiple. Lunghezza degli acheni: 1,5 mm.

## Biologia
Impollinazione: l'impollinazione avviene tramite insetti (impollinazione entomogama tramite farfalle diurne e notturne).
Riproduzione: la fecondazione avviene fondamentalmente tramite l'impollinazione dei fiori (vedi sopra).
Dispersione: i semi (gli acheni) cadendo a terra sono successivamente dispersi soprattutto da insetti tipo formiche (disseminazione mirmecoria). In questo tipo di piante avviene anche un altro tipo di dispersione: zoocoria. Infatti gli uncini delle brattee dell'involucro (se presenti) si agganciano ai peli degli animali di passaggio disperdendo così anche su lunghe distanze i semi della pianta. Inoltre per merito del pappo il vento può trasportare i semi anche a distanza di alcuni chilometri (disseminazione anemocora).

## Distribuzione e habitat

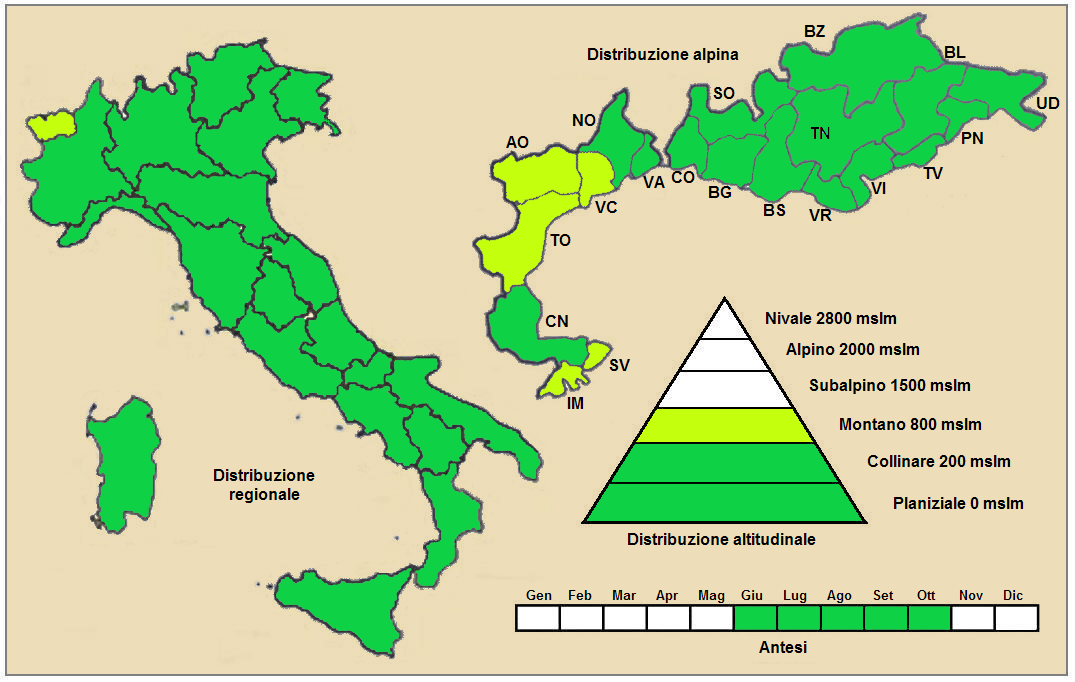
Distribuzione della pianta (Distribuzione regionale – Distribuzione alpina)

Geoelemento: il tipo corologico (area di origine) è Centro-Europeo / Submediterraneo.
Distribuzione: in Italia questa specie si trova comunemente su tutto il territorio. Fuori dall'Italia, sempre nelle Alpi, questa specie si trova in Francia, Svizzera, Austria e Slovenia. Sugli altri rilievi collegati alle Alpi è presente nel Massiccio del Giura, Massiccio Centrale, Pirenei e Carpazi. Nel resto dell'Europa e dell'areale del Mediterraneo si trova in dalla Penisola Iberica all'Anatolia (compreso il Magreb).
Habitat: l'habitat preferito per queste piante sono i luoghi umidi e ombrosi. Il substrato preferito è siliceo con pH acido, alti valori nutrizionali del terreno che deve essere umido.
Distribuzione altitudinale: sui rilievi alpini, in Italia, queste piante si possono trovare fino a 1,500 m s.l.m.; nelle Alpi frequentano quindi i seguenti piani vegetazionali: collinare e in parte quello montano (oltre a quello planiziale).

### Fitosociologia
Dal punto di vista fitosociologico alpino la specie di questa scheda appartiene alla seguente comunità vegetale:
Formazione: comunità delle macro- e megaforbie terrestri
Classe: Filipendulo-Convolvuletea
Ordine: Filipenduletalia ulmariae
Alleanza: Filipendulo-Petasition

## Tassonomia
La famiglia di appartenenza di questa voce (Asteraceae o Compositae, nomen conservandum) probabilmente originaria del Sudamerica, è la più numerosa del mondo vegetale, comprende oltre 23.000 specie distribuite su 1.535 generi, oppure 22.750 specie e 1.530 generi secondo altre fonti (una delle checklist più aggiornata elenca fino a 1.679 generi). La famiglia attualmente (2021) è divisa in 16 sottofamiglie; la sottofamiglia Asteroideae è una di queste e rappresenta l'evoluzione più recente di tutta la famiglia.

### Filogenesi
Il genere di questa voce appartiene alla sottotribù Senecioninae della tribù Senecioneae (una delle 21 tribù della sottofamiglia Asteroideae). La struttura della sottotribù è molto complessa e articolata (è la più numerosa della tribù con oltre 1.200 specie distribuite su un centinaio di generi) e al suo interno sono raccolti molti sottogruppi caratteristici le cui analisi sono ancora da completare. Il genere di questa voce, insieme al genere Bethencourtia, forma un  "gruppo fratello" e si trova, da un punto di vista filogenetico, in una posizione abbastanza centrale della sottotribù.
I caratteri distintivi per le specie del genere  Jacobaea sono:
- caratteristico è il rivestimento con peli sottili, sinuosi formanti un feltro compatto;
- alcune brattee dell'involucro inferiore (chiamato anche calice dell'involucro) solo più lunghe di quelle interne.

La specie di questa voce (J. erratica) secondo alcuni studi fatti all'inizio di questo nuovo millennio fu assegnata alla sezione Jacobaea (Mill.) Dumort. del genere Senecio; in seguito fu trasferita definitivamente al genere Jacobaea.

All'interno del genere Jacobaea la specie di questa voce appartiene al "Complesso Jacobeae erucifolia" composto dalle seguenti specie:
- Jacobaea erucifolia (L.) G.Gaertn., B.Mey. & Scherb.
- Jacobaea lycopifolia  (Poir.) Greuter & B. Nord.
- Jacobaea aquatica (Hill) G. Gaertn. & Al.
- Jacobaea vulgaris Gaertn.
- Jacobaea erratica  (Bertol.) Fourr.

Caratteristiche principali del gruppo: il portamento è erbaceo, generalmente pubescente, perenne o bienne (ma anche suffruticoso) con altezze di 2 - 12 dm; le foglie sono pennatifide con superfici verdi o tomentoso-biancastro; i capolini sono organizzati in ampi corimbi; l'involucro ha 1 - 12 brattee esterne e 10 e più brattee interne; i fiori ligulati sono 10 - 12 e colorati di giallo.
La specie  Jacobaea erratica è individuata dai seguenti caratteri specifici:
- la sinflorescenza è un breve corimbo con rami appressati;
- le foglie cauline possiedono 1 - 2 paia di lacinie divergenti.

Il numero cromosomico della specie è 2n = 40.

### Sinonimi
Sono elencati alcuni sinonimi per questa entità:
- Jacobaea aquatica var. erratica (Bertol.) Pelser & Meijden, 2005
- Senecio aquaticus subsp. erraticus  (Bertol.) Tourlet, 1908
- Senecio erraticus  Bertol., 1810
- Senecio jacobaea subsp. erraticus  (Bertol.) Sudre, 1907
- Senecio aquaticus var. barbareifolius  Wimm. & Grab., 1829
- Senecio aquaticus subsp. barbareifolius  (Wimm. & Grab.) S.M.Walters, 1976
- Senecio barbareifolius  Rchb., 1831
- Senecio divergens  F.Schultz ex Nyman, 1879
- Senecio erraticus subsp. barbareifolius  (Wimm. & Grab.) Hegi, 1928
- Senecio jacobaea var. barbareifolius  (Wimm. & Grab.) P.Fourn., 1939